# Markus Szyszkowitz

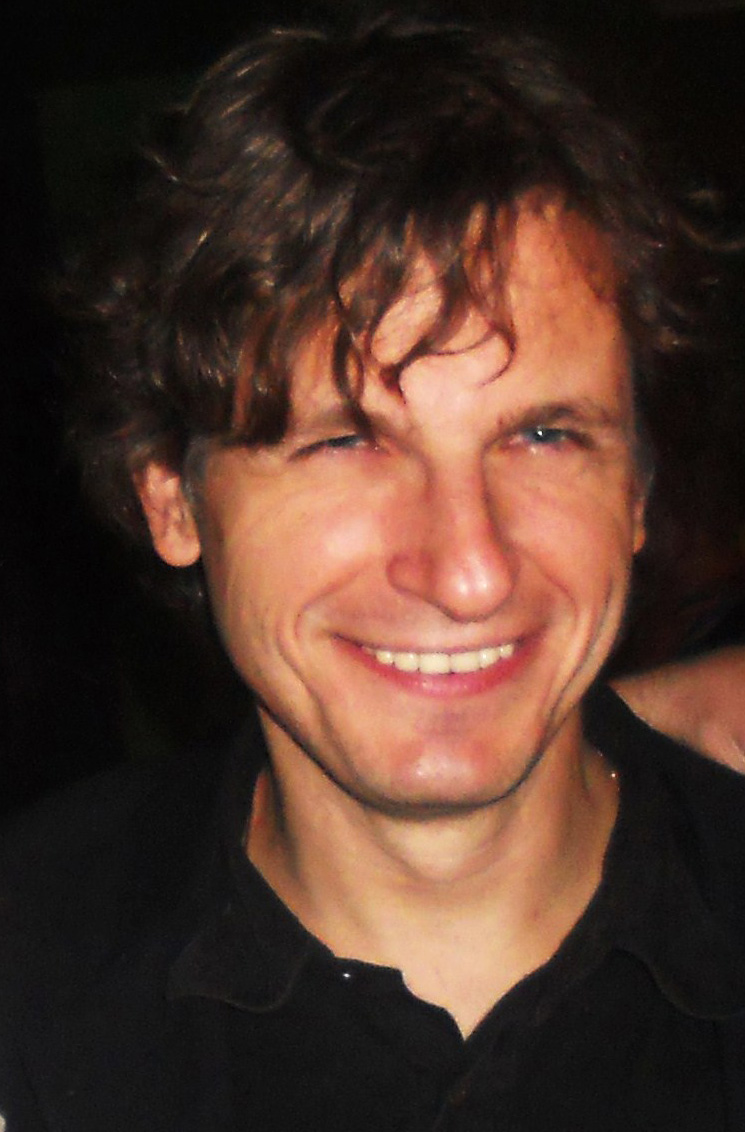
Markus Szyszkowitz

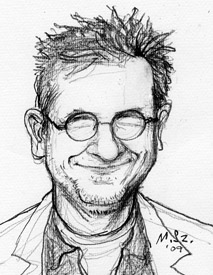
Markus Szyszkowitz, Selbstporträt

Markus Szyszkowitz (* 4. August 1966 in Graz) ist ein österreichischer Karikaturist und Comiczeichner, der vor allem durch seine von 1998 bis 2009 täglich erschienene Comic-Strip-Serie „Superrudi und Superstruppi“ in der Kronen Zeitung bekannt wurde.

## Leben und Werk
Markus Szyszkowitz entstammt einer Grazer Künstlerfamilie. Der Großvater Rudolf Szyszkowitz war ein bekannter österreichischer Maler, Vater Peter Szyszkowitz war auch Maler, Mutter Brigitte Szyszkowitz ist Restauratorin. Sein Ururgroßvater war der Maler und Restaurator Josef Gold. Nach der AHS-Matura besuchte er anfangs neben dem Architekturstudium an der Technischen Universität Graz auch die vom Großvater gegründete Meisterschule für Malerei an der Grazer Ortweinschule. Während des Studiums arbeitete er unter anderem bei Architekt Günther Domenig. 1991/92 wurde ihm über das EG-Stipendium COMMETT ein neunmonatiger Studienaufenthalt in Madrid ermöglicht, wo er für Architekt Ignacio Vicens y Hualde arbeitete.
Nach dem Diplom 1994 arbeitete er zunächst bei Coop Himmelb(l)au bis 1996, dann bei Diether S. Hoppe. 1997 wurde er zum Präsenzdienst eingezogen. Neben dem Studium in Graz publizierte er das Comicbook Die Grazer Wunderwaffe (1988). Gegen Ende seines Wehrdienstes sandte Szyszkowitz das Comicheft dem Herausgeber der Kronen Zeitung, Hans Dichand. Er nahm das darauf folgende Angebot, einen täglichen politischen Comic-Strip für die Kronen Zeitung zu zeichnen, an und verzichtete dafür auf die bereits begonnene Mitarbeit im Studio des Architekten Massimiliano Fuksas in Rom.
Vom 1. März 1998 an erschien dann täglich der Comic-Strip Superrudi & Superstruppi. Daneben zeichnete er auch für andere Zeitungen politische Cartoons, etwa für „Die Presse“, die Wiener Zeitung oder die Gewerkschaftszeitung Solidarität.
Einer von Szyszkowitz’ Cartoons, der im Juli 2008 in der Wiener Zeitung erschienen war, führte zu Spannungen mit Hans Dichand.
Im Juni 2009 endete seine Zeichentätigkeit für die „Kronen Zeitung“. Seit Oktober 2009 zeichnet er nun regelmäßig für „Die Presse“ sowie seit Jänner 2010 auch für die Tiroler Tageszeitung.
Mit eigenständigem Zeichenstil und eigener „Biografie“ – unter dem Pseudonym Rachel Gold – hatte er schon kurz nach der offiziellen Beendigung seine Tätigkeit für die Wiener Zeitung im Oktober 2008 wieder aufgenommen und etwa zeitgleich auch begonnen, für die Tiroler Tageszeitung zu arbeiten, wo er nun seit 2010 abwechselnd unter beiden Identitäten zeichnet.
In einem im Februar 2011 auf MSNBC veröffentlichten Interview mit dem US-Kollegen Daryl Cagle und kurz darauf in einer Live-Radiosendung von Global Journalist Radio in Columbia, USA, macht er das Pseudonym erstmals einer größeren Öffentlichkeit bekannt. Seit Februar 2011 werden seine Cartoons über die Editorial Cartoon Plattform von MSNBC auch international vertrieben.
2017 erscheint im ORF die Dokumentation "Hypotopia" über den Hypo Alpe Adria-Skandal mit kurzen Trickfilmsequenzen von Szyszkowitz.
2018 begleitete er zeichnerisch – mit Live Karikaturen – die fünf Sommergespräche mit den österreichischen Spitzenpolitikern im ORF.

## Superrudi & Superstruppi

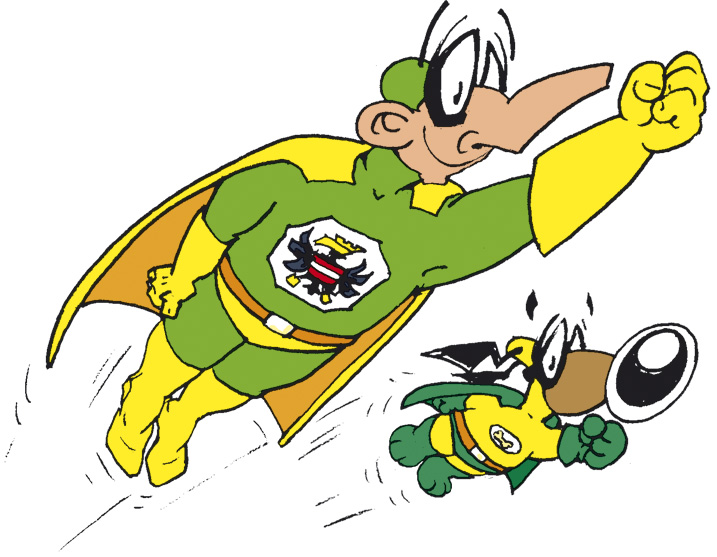
Superrudi & Superstruppi

Superrudi & Superstruppi sind die zwei ersten österreichischen Comic-Superhelden. Seit 1. März 1998 erschienen sie in täglichen meist politischen Comic-Strips in der „Kronen Zeitung“. Am 30. Juni 2009 erschien in der Kronen Zeitung der letzte Streifen. Tags darauf erschien ein „Post-Ultimo-Streifen“ in vielen anderen Tageszeitungen, samt der Story, die hinter diesem Ende steht. Unter anderen in Der Standard, in Die Presse, in der Wiener Zeitung und im Magazin Wiener. Aktuellere Episoden erschienen im neuen österreichischen Satiremagazin "Rappelkopf". 2008 fand die Superrudi-Buchpräsentation im Karikaturmuseum Krems statt.

## Ausstellungen
- 1988 Cartoons, Galerie Buntspecht, Graz;
- 1988 "Die Grazer Wunderwaffe", Cartoons, Rathaus-Galerie, Graz;
- 2006 AKTUELL – Politische Karikatur in Österreich, Karikaturmuseum Krems[19];
- 2008 Der Ball08 – Karikaturen zur Europameisterschaft, Karikaturmuseum Krems[20];
- 2008 "10 Jahre Superrudi", Raiffeisen-Galerie, Graz;
- 2009 Tierisch komisch! – Das Animalische in der Karikatur, Karikaturmuseum Krems[21];
- 2010 Markus Szyszkowitz – Cartoons – Karikaturen – Comics, Galerie Nikolas Vujasin, Wien (abgerufen am 20. September 2020)[22][23];
- 2011 AUF INS MUSEUM! DIE JUBILÄUMSSCHAU, 10 Jahre Karikaturmuseum Krems[24];
- 2012 KARIKATUR im PARLAMENT, 11 Karikaturisten im österreichischen Parlament[25][26][27]

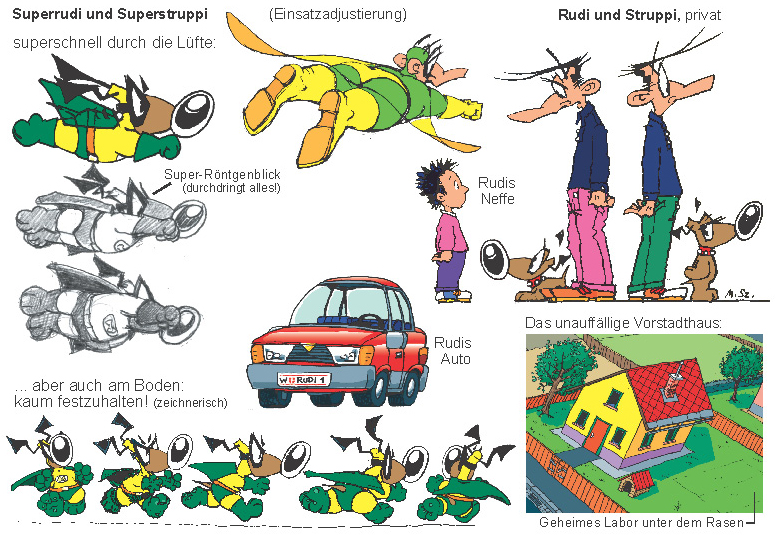
Vorstellungsseite aus dem Buch "Superrudi & Superstruppi", 2008;
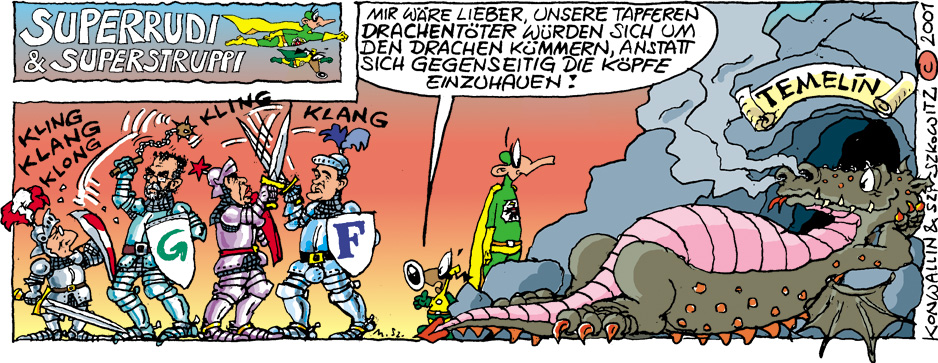
"Drachentöter", Zeitungs-Strip vom 24. November 2001;
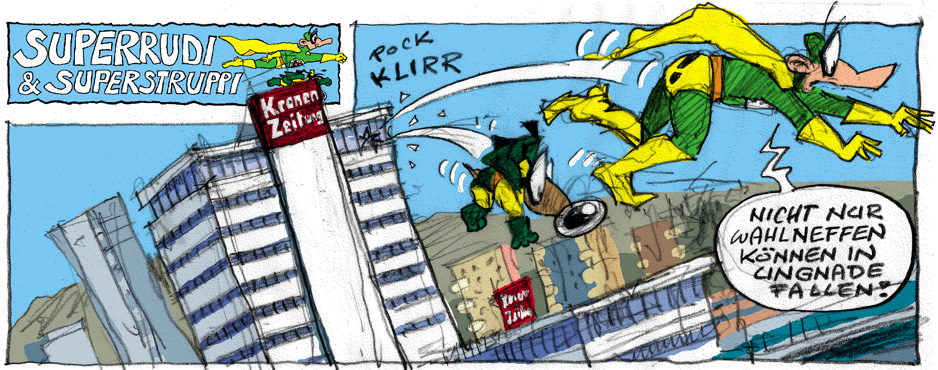
"Rauswurf", Zeitungs-Strip vom 1. Juli 2009;
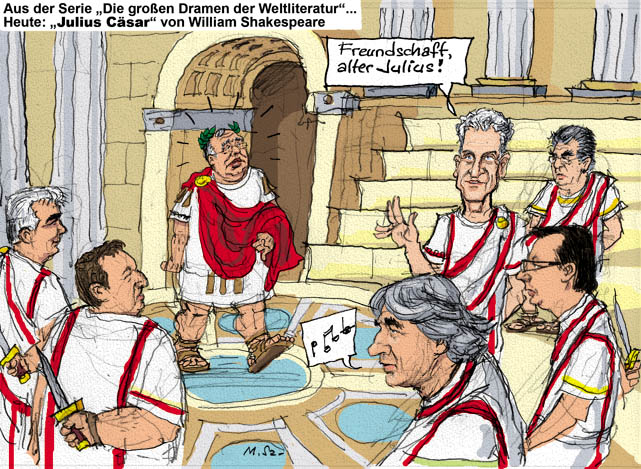
"Drama", Zeitungs-Cartoon vom 4. Juni 2008;
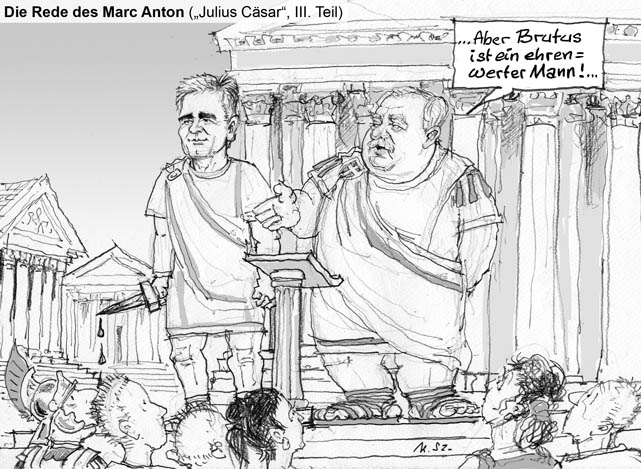
"Die Rede des Marc Anton", Zeitungs-Cartoon vom 13. Juni 2008;
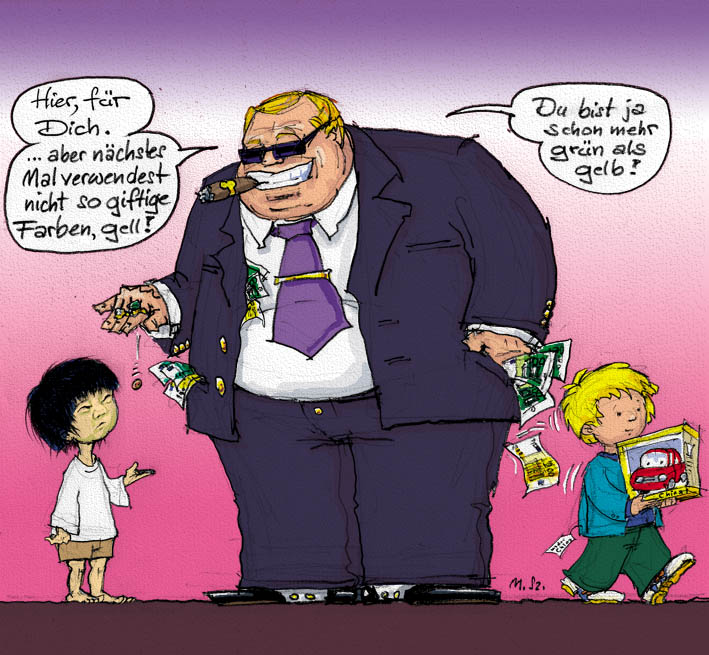
"China Toys", Zeitungs-Cartoon vom Oktober 2007;
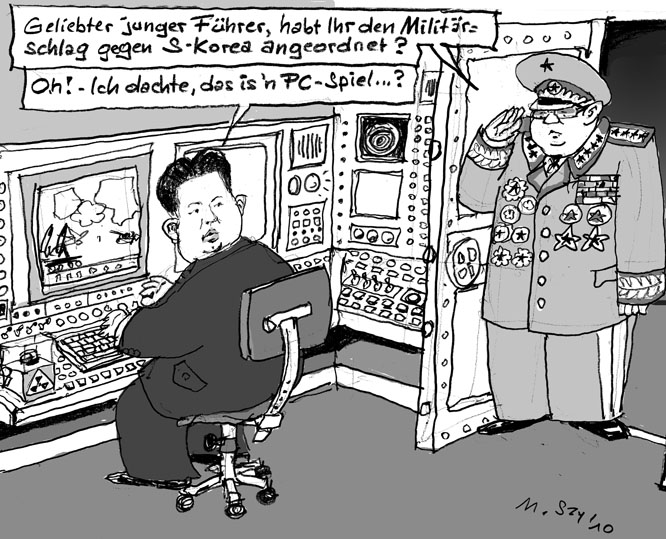
"Kim Jong, Jr.", Zeitungs-Cartoon vom November 2010;
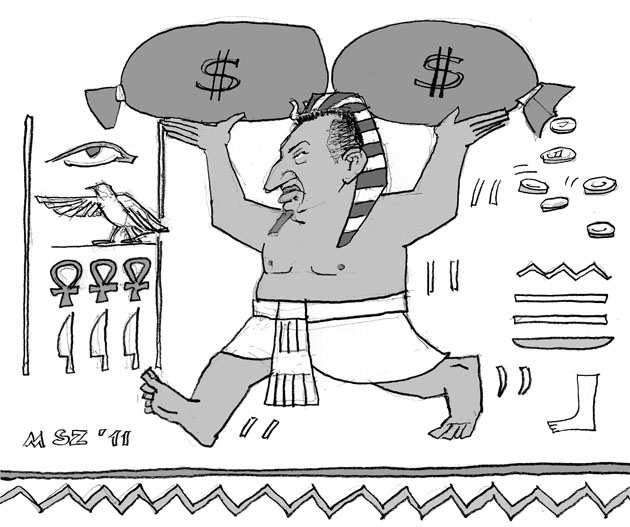
"Flucht aus Ägypten", Zeitungs-Cartoon vom Februar 2011;
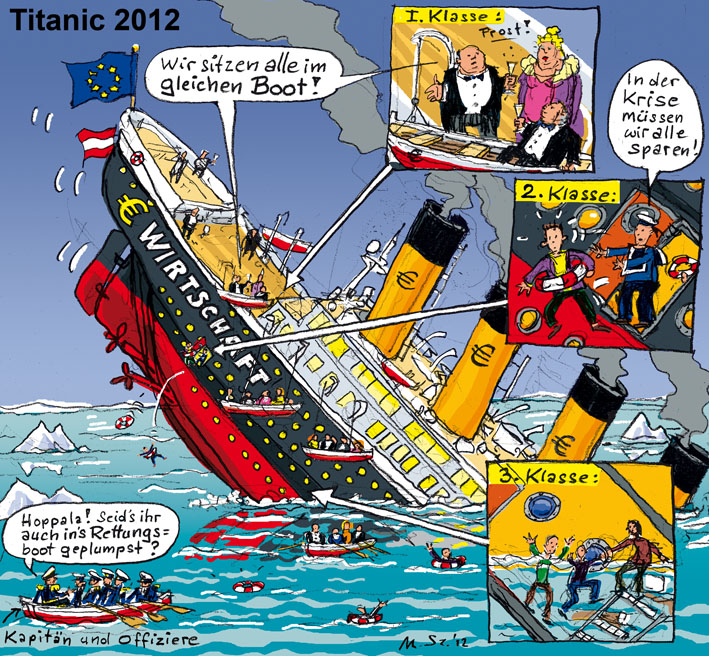
"Euro Titanic", Zeitungs-Cartoon vom Februar 2012;
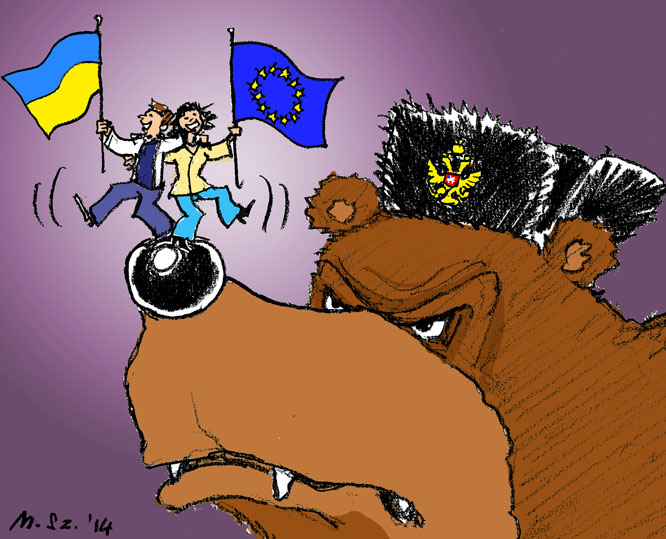
"On his nose", Zeitungs-Cartoon vom Februar 2014;
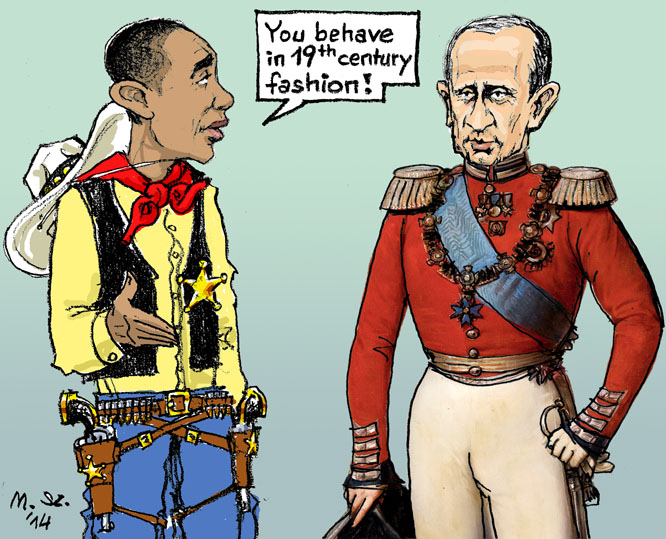
"19th century policy", Zeitungs-Cartoon vom März 2014;
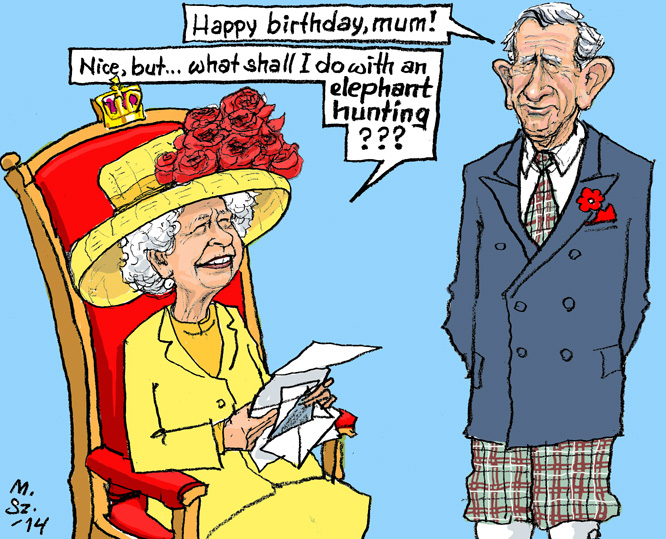
Zeitungs-Cartoon vom 20. Juni 2014;
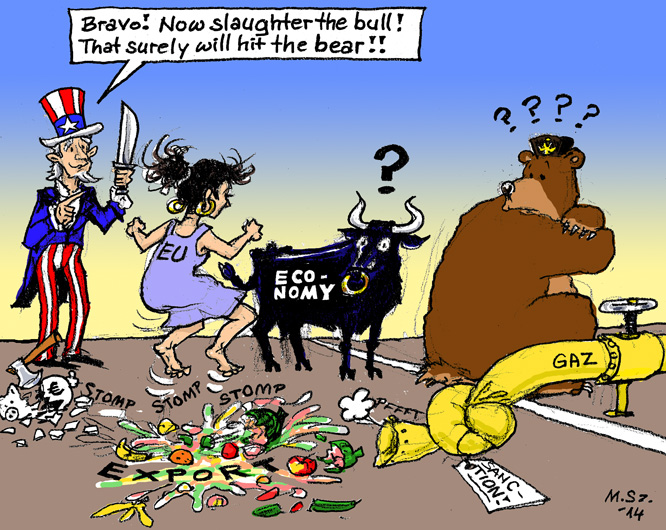
"Selbst-Sanktionen", Zeitungs-Cartoon vom 16. August 2014;
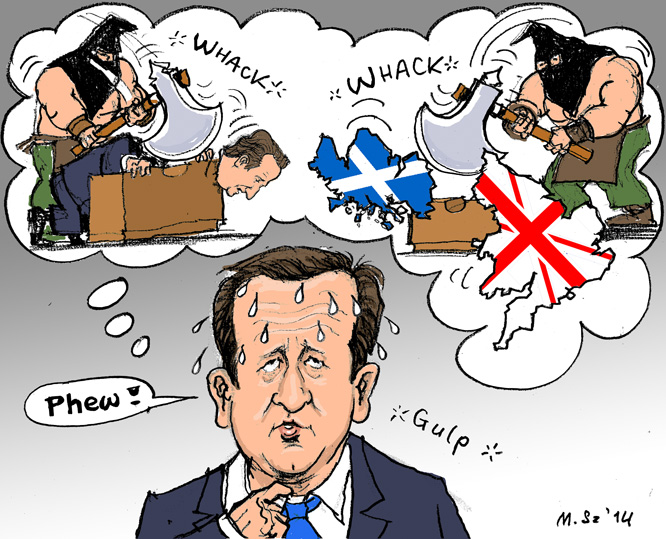
"Just a Nightmare", Zeitungs-Cartoon vom 20. September 2014;
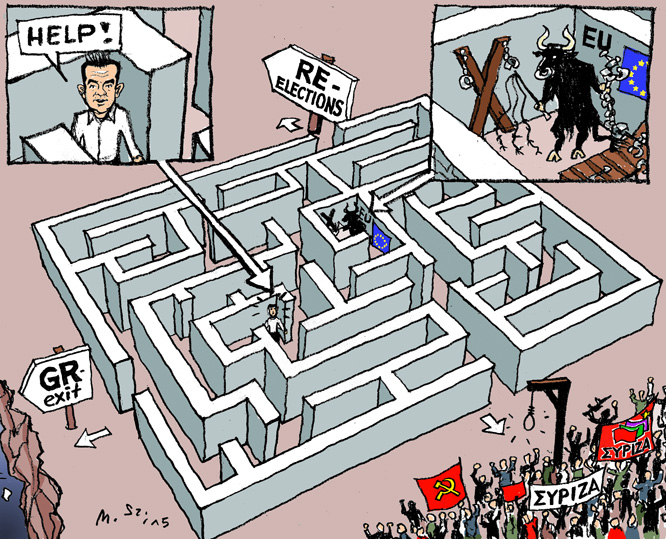
"In Minos Labyrinth", Zeitungs-Cartoon vom 20. Juli 2015;
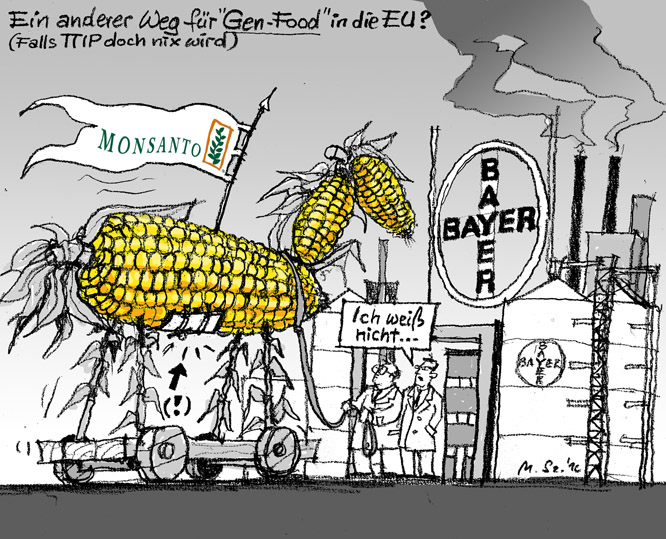
"Trojaner", Zeitungs-Cartoon vom 25. Mai 2016;
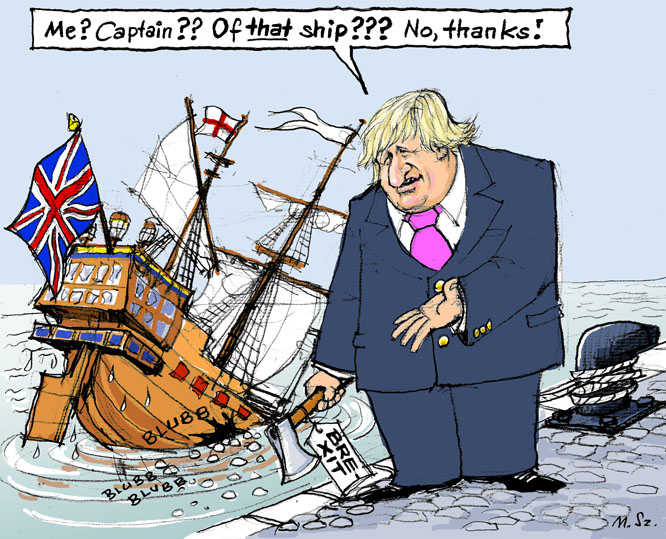
"Boris Johnson", Zeitungs-Cartoon vom 1. Juli 2016;
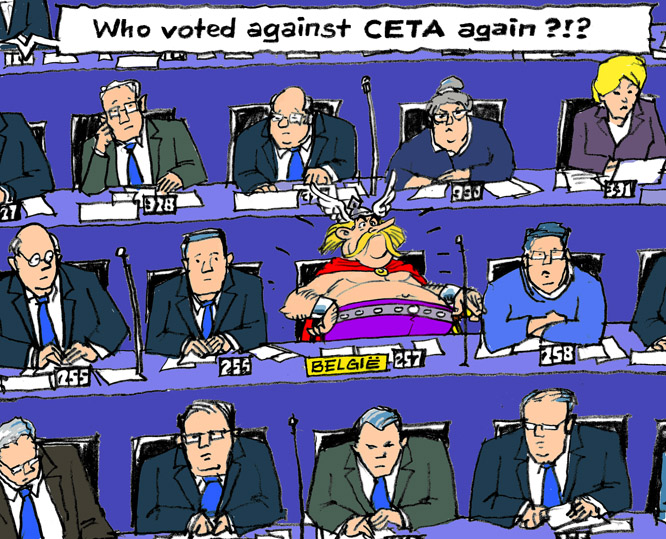
"EU-CETA-Voting", Zeitungs-Cartoon vom 24. Oktober 2016;
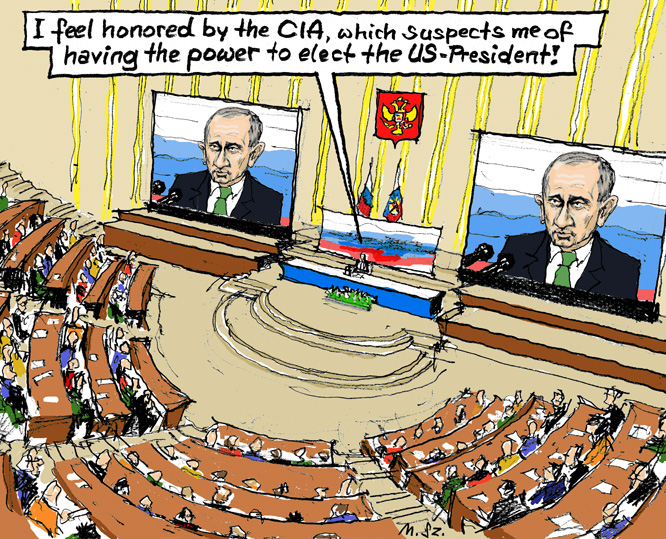
"Russland wählt US-Präsident", Zeitungs-Cartoon vom 14. Dezember 2016;
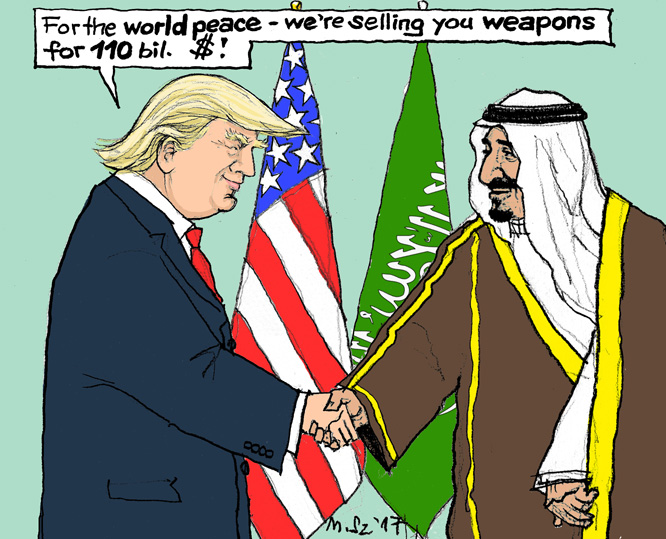
"Für den Weltfrieden", Zeitungs-Cartoon vom 21. Mai 2017;
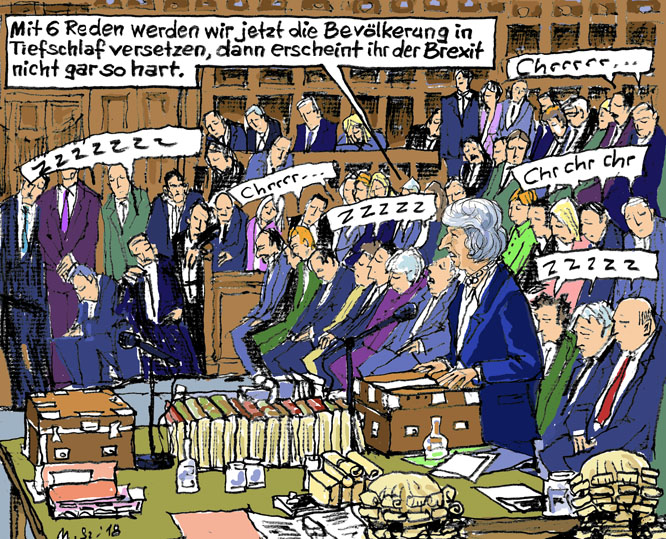
"Road to Brexit", Zeitungs-Cartoon vom 13. Februar 2018;
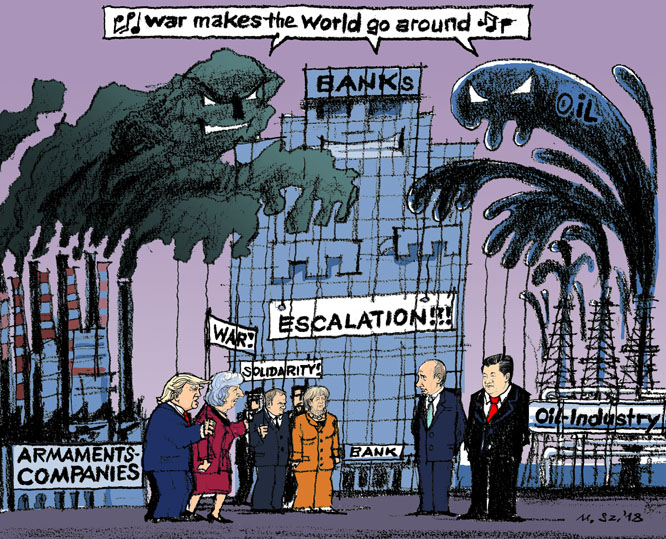
"The real Warmongers", Zeitungs-Cartoon vom 30. März 2018;
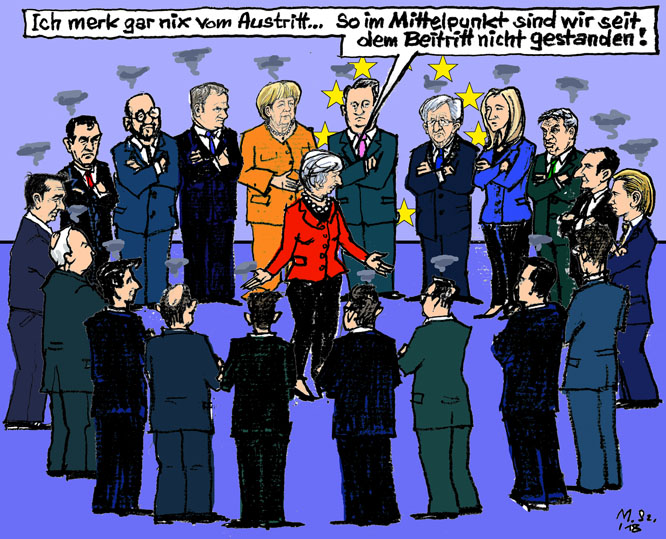
"Noch ein Brexit-EU-Gipfel", Zeitungs-Cartoon vom 15. Dezember 2018;

## Publikationen
- Markus Szyszkowitz, Gerald Wurz: Die Grazer Wunderwaffe (Comicbook); Alpenland Verlag, Graz, 1988;
- Markus Szyszkowitz: Superrudi & Superstruppi, Amalthea Verlag, Wien, 2008; ISBN 978-3-85002-623-9
- Markus Szyszkowitz: Gusius Cäsars Glück und Ende (Cartoonsammlung), Verlag Fassbaender, Wien, 2008;

## Animationsfilme
- 2001 Dr. Klonsky, Kino-Spot, Österreichweit, 40";[28]
- 2001 Bussi-Line, Kino-Spot, Österreichweit, 40";[28]